# 55 Baza Rakietowa (Chiny)
55 Baza Rakietowa – związek taktyczno-operacyjny Chińskiej Armii Ludowo-Wyzwoleńczej.

## Charakterystyka
55 Baza Rakietowa, będąca odpowiednikiem rosyjskiej armii rakietowej, rozwinięta jest w południowej części Chin w Huaihua. Jej zadaniem jest utrzymanie chińskiego potencjału jądrowego w gotowości do użycia, wykonanie kontrataków nuklearnych oraz demonstrowanie polityki odstraszania  na kierunku indyjskim i południowym.
W swoim składzie posiada strategiczne i taktyczne środki jądrowe, konwencjonalne siły rakietowe, jednostki łączności, rozpoznania, logistyki i walki elektronicznej.

## Struktura organizacyjna
Baza w swojej strukturze posiada brygady rakietowe oraz bataliony i jednostki zabezpieczenia.
- dowództwo bazy
- 803 Brygada Rakietowa w Jingxian[a]
- 814 Brygada Rakietowa w Jingxian[a]
- 805 Brygada Rakietow w Tongdao[b]